# Brad Patton
Brad Patton, egentligen Joel Mangs, född 7 augusti 1972 i Melbourne, är en svensk-australisk pornografisk skådespelare inom gaypornografin i USA. Mangs föddes i Australien, men är uppvuxen i Sverige där han bodde i 20 år.  Han har slutat som porrskådespelare och bor i Amsterdam. Han är också professionell konståkare. 2007 medverkade han (som Joel Mangs) i konståkningsprogrammet Dancing on Ice på nederländsk TV.